# Мащабна инвариантност
Мащабната инвариантност е свойството на обекти или зависимости да не се изменят, когато размерите, времето, енергията или други променливи се умножат с общ коефициент. То се наблюдава при различни явления във физиката, математиката и статистиката, като е тясно свързано с математическата концепция за самоподобие и може да бъде част от по-обща конформална симетрия. Популярен пример за мащабно инвариантни обекти са фракталите.